# Селезенево (Рыбинский район)
Селезенево (по топокарте Селезнево) — деревня в Назаровском сельском поселении Рыбинского района Ярославской области .
Деревня расположена на правом берегу реки Колокши. Река здесь течёт в глубокой долине. Деревня расположена на спускающегося к реке склону. По правому берегу Колокши просёлочная дорога от Шестовского через Селезенево выходит к броду через правый приток Колокши реку Сорока, а оттуда идет далее по Колокше к Борзово и Фёдоровскому. Напротив Селезенева на другом берегу Колокши деревня Чернышево, дорога туда пересекает Колокшу вброд. Из всех названных деревень постоянные жители числятся только в Шестовском, которое расположено примерно в 2 км на восток от Селезенева. На север и юг от Селезенева - незаселенные лесные массивы .
На 1 января 2007 года в деревне не числилось постоянных жителей . Почтовое отделение Шашково обслуживает в деревне Селезенево 3 дома .
В дореволюционный период деревня относилась к приходу церкви села Колокши (Николо-Колокша), чьи метрические книги 1880-1917 гг. сохранились в Рыбинском филиале ГАЯО (Государственный архив Ярославской области), а также в самом ГАЯО в г. Ярославле - копии рыбинских и за более ранние периоды. До отмены крепостного права крестьяне данной деревни принадлежали к вотчине Васильчиковых.
Деревня Селезнева указана на плане Генерального межевания Романовского уезда 1790 года. В списке поселений Романово-Борисоглебского уезда 1865 года деревня не числится .